# 대한민국 민법 제311조
대한민국 민법 제311조는 전세권의 존속기간에 대한 민법 물권법 조문이다. 

## 조문
제311조(전세권의 소멸청구) ① 전세권자가 전세권설정계약 또는 그 목적물의 성질에 의하여 정하여진 용법으로 이를 사용, 수익하지 아니한 경우에는 전세권설정자는 전세권의 소멸을 청구할 수 있다.
②전항의 경우에는 전세권설정자는 전세권자에 대하여 원상회복 또는 손해배상을 청구할 수 있다.

第311條(傳貰權의 消滅請求) ① 傳貰權者가 傳貰權設定契約 또는 그 目的物의 性質에 依하여 定하여진 用法으로 이를 使用, 收益하지 아니한 境遇에는 傳貰權設定者는 傳貰權의 消滅을 請求할 수 있다.
②前項의 境遇에는 傳貰權設定者는 傳貰權者에 對하여 原狀回復 또는 損害賠償을 請求할 수 있다.

## 참고 문헌
- 강태성. "민법 제311조에 대한 검토 및 개정안." 법학논고 0.63 (2018): 165-204.
- 오현수, 일본민법, 진원사, 2014. ISBN 978-89-6346-345-2
- 오세경, 대법전, 법전출판사 , 2014 ISBN 978-89-262-1027-7
- 이준현 , LOGOS 민법 조문판례집, 미래가치, 2015. ISBN 979-1-155-02086-9